# Mychonoa mesozona
Mychonoa mesozona är en fjärilsart som beskrevs av Edward Meyrick 1892. Mychonoa mesozona ingår i släktet Mychonoa och familjen spinnmalar. Inga underarter finns listade i Catalogue of Life.